# BRP Benguet (LS-507)
BRP Benguet (LS-507) là một tàu đổ bộ lớp LST-542 đang phục vụ Hải quân Philippine. Nguồn gốc tên gọi "Benguet" bắt nguồn từ một tỉnh không giáp biển của Philippines thuộc Vùng Hành chính Cordillera ở Luzon. Tỉnh lỵ là La Trinidad. Theo chiều kim đồng hồ từ phía bắc. tỉnh lần lượt giáp với: Mountain Province, Ifugao, Nueva Vizcaya, Pangasinan, La Union, Ilocos Sur.
Trước đây được gọi là "Daviess County" của USS (LST-692), nó là một tàu đổ bộ lớp LST-542 được đóng mới cho Hải quân Hoa Kỳ trong Thế chiến II. Được đặt tên theo các hạt ở Indiana, Kentucky, và Missouri, đây là Tàu hải quân duy nhất của Hoa Kỳ mang tên này. Tàu phục vụ trong Thế Chiến II và trong chiến tranh Triều Tiên. Chính phủ Hoa Kỳ đã chuyển giao "Daviess County" cho Hải quân Philippine vào năm 1976, sau đó đổi tên thành "Benguet" của BRP (LT-507). Một hệ thống phân loại mới được thực hiện vào tháng 4 năm 2016 đã thay đổi số thân của nó từ LT-507 sang LS-507.

### Phục vụ Philippine
Chính phủ Hoa Kỳ đã chuyển giao "Daviess County" cho Hải quân Philippine vào ngày 13 tháng 9 năm 1976, đổi tên thành BRP Benguet (LT-507). Năm 1999, Philippines đã đóng "Benguet" trên Bãi cạn Scarborough. Trung Quốc sau đó đã yêu cầu Philippines giải tán tàu và Philippines ngay lập tức trả lời rằng sẽ làm như vậy. Tuy nhiên, Philippin chỉ di dời BRP "Benguet" khỏi Bãi cạn Scarborough ngay trước chuyến thăm chính thức của 
Thủ tướng Trung Quốc Chu Dung Cơ tới Manila. Sau khi Philippines di dời BRP Benguet, cô đã bị mắc cạn trên đảo Pag-asa vào năm 2004, nhưng đã bị di dời và vẫn phục vụ Hải quân Philippine đến ngày hôm nay.